# Pheidole camptostela
Pheidole camptostela är en myrart som beskrevs av Kempf 1972. Pheidole camptostela ingår i släktet Pheidole och familjen myror. Inga underarter finns listade i Catalogue of Life.